# Timmeler Meer
Das Timmeler Meer ist ein Binnensee bei Timmel in Ostfriesland, Niedersachsen. Der See hat einen Zugang zur Ems und zum Ems-Jade-Kanal.

## Beschreibung
Bis ins 18. Jahrhundert gab es bei Timmel zwei Meere, das Timmeler Meer und das Oster Timmeler Meer. Beide Meere wurden im Rahmen der Erschließung des Spetzerfehnes durch Anlegung eines Kanalbettes trockengelegt.
Das heutige Timmeler Meer wurde in den 1980er Jahren künstlich angelegt und dient sowohl dem Tourismus als auch der Naherholung. Es ist direkt mit dem Naturschutzgebiet Boekzeteler Meer verbunden. Die Anlage des künstlichen Sees einerseits und die Ausweisung des Boekzeteler Meeres als Naturschutzgebiet andererseits dienten dem Ausgleich der Interessenlagen der Naturschützer und der Tourismusbranche. Das Timmeler Meer ist ein zentraler Bestandteil des Touristik-Konzepts für den Luftkurort Timmel. Das Meer hat einen Badestrand und einen Freizeithafen und ist gesäumt von Ferienhäusern und Campingplätzen.